# 野瀬哲男
野瀬 哲男（のせ てつお、1952年4月15日 - ）は、日本の俳優。本名は同じ。
東京都出身。六月劇場に所属していた。

## 来歴
文学座演技研究所十二期生。独特なしゃがれ声と、太い下がり眉の持ち主で、1970年代から刑事ドラマに悪役で数多く出演。気の小さい人物像や暗い過去を持つ役柄を多くこなした。文学座にて同期生であった松田優作とは無名時代から親交が深く、松田が主宰する劇団F企画のメンバーであった他、多くの映像作品で助演。野瀬が「アニキ」と呼び、「自分の青春そのもの」と口にするほどに心酔していた松田との親交は、1989年に松田が逝去するまで実に17年にわたって続いており、後述の劇団四月館立ち上げメンバーの一人である西田聖志郎は、野瀬のことを「世界中で最も松田優作に愛された男」と評している。一方、野瀬は松田について、芝居や勝負事や遊びなど何事に対しても本気で負けん気が強かったと、また「道理に合うか合わないか」にものすごくこだわる人であったと後に振り返っている。
1983年4月に西田らと「劇団四月館」を立ち上げ、主宰者として座長兼演出家をこなした。この四月館のメンバーには、阿知波悟美、ルー大柴、亀山助清らが名を連ねており、演劇としては珍しく新宿ACBをベースに公演を打っていた。また、ほとんどの作品に立回りの場面があり、殺陣師の二家本辰己が指導にあたり寺島進らが助っ人として参加した。チケットも常にソルドアウトだったが、劇団員たちの外部での活動が盛んになり、常連客たちに惜しまれながらも1987年上演の「マオモ」を最後に解散。松田は殊の外この劇団の芝居を気に入り、観客としてだけではなく稽古場にも顔を出すほどであった他、「マオモ」の演出も彼の手によるものである。
翌々年の1989年に俳優業を引退し、以降は義父が経営していた会社を引き継ぐも後に倒産。松田優作の三十三回忌にあたる2021年11月、前出の西田のプロデュースのもとでかつて松田が作・演出を手がけた舞台「真夜中に挽歌」を再演、その演出を担当した。1978年の初演の折に野瀬がとおる役を演じ、松田が手がけた舞台の中で唯一シナリオが現存する同作品の再演の構想は松田の七回忌の頃、さらに言えば四月館を解散する頃から野瀬の中にあったものの、会社の経営が傾いたことでそれどころでなくなってしまっていたという。それから20年余りを経て、再演の3、4年前に膵臓がんを患った際に「やらないままでは逝けない」と、松田美由紀や西田に再演の意志を伝えたといい、がんについても手術を経て快復を遂げ、43年ぶりの再演の実現にこぎつけるに至った。

## 出演作品

### 映画
- 殺人遊戯（1978年）
- 俺達に墓はない（1979年）
- 薔薇の標的（1980年）
- ア・ホーマンス（1986年）[4]
- いこかもどろか（1988年）[5]
- またまたあぶない刑事（1988年）

### テレビドラマ
- 太陽にほえろ!
  - 第96話「ボスひとり行く」（1974年） - 三田村鉄工工員 ※ノンクレジット
  - 第124話「仰げば尊し」（1974年）
  - 第129話「今日も街に陽が昇る」（1975年） - 毎朝新聞矢追専売所販売員
  - 第199話「女相続人」（1976年） - 蕎麦屋店員
  - 第229話「結婚」（1976年） - バーテンダー
  - 第247話「家出」（1977年） - 谷春雄
  - 第334話「窓」（1978年） - 吉野隆夫
  - 第380話「見込捜査」（1979年） - 白石守
  - 第448話「風船爆弾」（1981年） - 秋山学
  - 第493話「スコッチよ静かに眠れ」（1982年） - 井関四郎
  - 第586話「生と死の賭け」（1984年） - 吉岡正三
- 俺たちの勲章（1975年）
  - 第4話「刑事くずれ」 - 取調室の容疑者
  - 第17話「子守唄」 - チンピラ
- いろはの"い" 第19話「容疑者」（1976年） - 山名光夫
- 大都会シリーズ
  - 大都会 闘いの日々 第23話「山谷ブルース」（1976年）
  - 大都会 PARTII
    - 第18話「暁の凶弾」（1977年） - 三浦博
    - 第33話「刑事失格」（1977年） - 小西彰
    - 第52話「追跡180キロ」（1978年） - ゴロウ
- 華麗なる刑事 第22話「嘘つき幸ちゃんの憧れ」（1977年） - 宮坂みつる
- 大追跡 第11話「女豹が跳んだ」[6]（1978年） - 小池の手下
- 探偵物語（1979年） - 初代イレズミ者[7]
- 噂の刑事トミーとマツ 第1シリーズ 第21話「トミーのファーストキス」（1980年） - まゆみの恋人
- 怒れ兄弟! 第23話「復讐のサラ金ジャック」（1980年）
- 西部警察 第49話「俺だけの天使」（1980年） - 根元修一
- 特捜最前線 第158話「ニューミュージックを唄う刑事!」（1980年）
- Gメン'75 第274話「東京原宿族この夏の犯罪」（1980年） - 哲
- 特命刑事 第4話「危険海域」（1980年） - 矢島
- 青い絶唱（1980年 - 1981年、TBS）[8]
- 青春はみだし刑事（1983年）
- 大江戸捜査網
  - 第626話「女の決闘! くの一美女変化」（1983年） - 番頭
  - 新 大江戸捜査網 第15話「決闘!会津急ぎ旅」（1984年） - 八木
- 事件記者チャボ! 第10話「チャボに恋したイジワル婆ちゃん…」（1984年） - 橋本巡査
- 刑事物語'85 第6話「妻と夫の間」（1985年）
- 特命刑事ザ・コップ 第6話「たの死い旅をとめろ!」（1985年）
- 六本木ダンディーおみやさん 第9話「エリートとの婚約を揺さぶった殺人事件」（1987年）
- 銭形平次（1987年）
  - 第17話「あぶない親子」
  - 第33話「叱られた平次」
  - 第37話「宿場町、泣く女」

### 舞台
・心もとない俺たちにチンピラエレジー（1983年）
・生きていた石松（1983年）
・ストリッパーえれじい（1984年）
・明日のないオレ達に心ゆくまでマティーニを（1984年）
・丹下左膳のおじさんは！（1984年）
・キャバレー物語 ~商品に手を出すな！~（1985年）
（以上、作：平川 渉 / 演出：野瀬哲男）
・真夜中にアウトロー（1985年）
（作・演出：野瀬哲男）
・遥かなる赤き箱舟（1986年）
（作：宮田雪 / 演出：野瀬哲男）
・マオモ（1986年）
（作：小島康志 / 演出：松田優作）
・真夜中に挽歌～1978 僕達は出会った～（2021年）
（作：松田優作 / 演出：野瀬哲男）